# Annales Bertiniani
De Annales Bertiniani zijn Frankische annalen over de periode 830 tot 882 uit het klooster van Sint-Bertinus in het Franse St.-Omer. Ze zijn samengesteld door meerdere schrijvers. Deze annalen vormen een voortzetting van de Annales Regni Francorum voor het Westfrankische rijk. 
Net als de andere annalen uit deze tijd vormen ze een belangrijke historiografische bron, die echter niet per definitie objectief is. Dit aangezien ze werden geschreven vanuit het perspectief van de heersende vorsten c.q. de samenstellers.

## Onderverdeling
Ze kunnen worden onderverdeeld in drie delen. 
Het eerste deel omvat de periode 741 tot 835. Het betreft hier voor het grootste deel een kopie van de Annales Regni Francorum, vanaf 830 aangevuld met destijds actuele gebeurtenissen. Het tweede deel bestrijkt de periode 835 tot 861. Dit deel werd geschreven door Prudentius van Troyes. Het derde deel bestrijkt de periode 861 tot 882, en dit is van de hand van Hincmar van Reims.

## Uitgaves en vertalingen
- R. Rau (ed.), Quellen zur karolingischen Reichsgeschichte, II, Darmstadt, 1958, p. 11-287. (Duitse vertaling)
- J.L. Nelson, The Annals of St-Bertin, Manchester, 1991. (Engelse vertaling)

- Gemeinsame Normdatei: 4309442-9
- Nationale Bibliotheek van Israël: 987007257709905171
- Virtual International Authority File: 180302977